# Kämelänstjärnen
Kämelänstjärnen är en sjö i Härnösands kommun i Ångermanland och ingår i Gådeåns huvudavrinningsområde. Sjön har en area på 0,0191 kvadratkilometer och ligger 304,7 meter över havet.

## Delavrinningsområde
Kämelänstjärnen ingår i det delavrinningsområde (696859-158584) som SMHI kallar för Utloppet av Kämelänstjärnen. Medelhöjden är 343 meter över havet och ytan är 0,41 kvadratkilometer. Det finns inga avrinningsområden uppströms utan avrinningsområdet är högsta punkten. Vattendraget som avvattnar avrinningsområdet har biflödesordning 2, vilket innebär att vattnet flödar genom totalt 2 vattendrag innan det når havet efter 43 kilometer. Avrinningsområdet består mestadels av skog (100 procent).